# Egas Munis Barreto de Aragão e Meneses
Egas Munis Barreto de Aragão e Meneses, primeiro e único barão de Munis Aragão CvNSC (? — Rio de Janeiro, 8 de outubro de 1898) foi um diplomata brasileiro.
Formado em Direito, seguiu a carreira diplomática. Agraciado barão em 14 de agosto de 1877, era comendador da Imperial Ordem da Rosa e cavaleiro da Ordem de Nossa Senhora da Conceição de Vila Viçosa, em Portugal.